# Refugio del Estany Llong
El refugio del Estany Llong es un refugio de montaña de los Pirineos, a 1985 m de altitud, que se encuentra junto al río Sant Nicolau, a unos doscientos metros al oeste de la desembocadura del lago Estany Llong, en el valle de Bohí, en la comarca de la Alta Ribagorza (Lérida, España).
El refugio se encuentra en la ruta Carros de Foc, una travesía de 55 km que recorre todos los refugios que se encuentran dentro del Parque nacional de Aiguas Tortas y Lago de San Mauricio. Por el norte se accede desde el refugio Ventosa i Calvell, a través del collado de Contraix, de 2750 m, y por el sur desde el refugio de Colomina, a través del collado de Dellui, de 2577 m. Ambas son etapas muy largas, de entre 4 y 6 horas.
El refugio, de 47 plazas, se abre únicamente cuando está guardado. Tiene duchas, calefacción central y chimenea, mantas y colchones.
Cuando no está guardado, se cierra y en su lugar se abre como refugio libre el de la Centraleta, de diez plazas, en la confluencia del río Nicolau con el de Contraix, un kilómetro más abajo, a 1913 m de altitud.
Teléfono: 973 299 545 

## Accesos
Se accede desde Bohí, en coche hasta el aparcamiento de la Palanca de la Molina, desde donde hay que caminar tres horas, ya que el paso de vehículos por la pista que accede hasta el refugio está restringido al encontrarse dentro del parque nacional. El camino pasa por el llano de Aiguastortas, el lago de Llebreta y los prados de Aiguadassi, inmediatamente antes de llegar al Estany Llong.
Los taxis y las bicicletas pueden llegar hasta el llano de Aiguastortas, a menos de 4 km del refugio.